# Saint-Placide (Métro Paris)

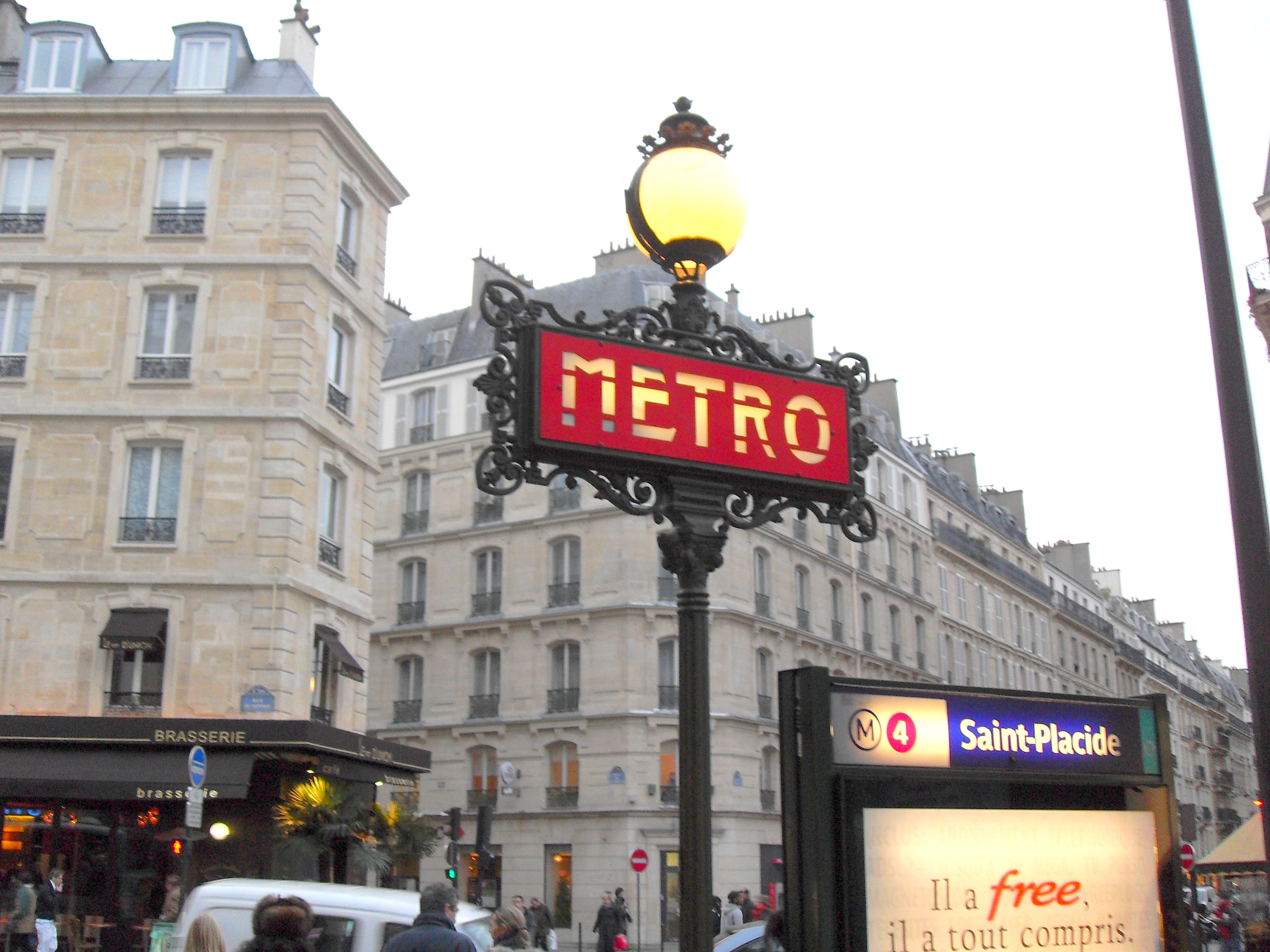
Kandelaber des Typs „Val d‘Osne“ am einzigen Zugang

Der U-Bahnhof Saint-Placide [sɛ̃ plasid] ist eine unterirdische Station der Linie 4 der Pariser Métro.

## Lage
Die Station befindet sich im Quartier Notre-Dame-des-Champs des 6. Arrondissements von Paris. Sie liegt längs unter der Rue de Rennes in Höhe deren Kreuzung mit der Rue de Vaugirard.

## Name
Namengebend ist die dort in die Rue de Rennes mündende Rue Saint-Placide. Placidus von Subiaco (ca. 515–543) war einer der ersten benediktinischen Mönche, in der katholischen Kirche gilt er als Heiliger (fr: Saint) und Märtyrer.
Der ursprüngliche Name „Vaugirard“ leitete sich von der Rue de Vaugirard her. Die mit 4,3 km längste Pariser Straße führte zum südwestlich vor der Stadt gelegenen Vorort Vaugirard, der 1860 nach Paris eingemeindet wurde.

## Geschichte
Die Station wurde am 9. Januar 1910 unter dem Namen „Vaugirard“ in Betrieb genommen, als der 3900 m lange Mittelabschnitt der Linie 4 von Raspail bis Châtelet eröffnet wurde. Mit dessen Inbetriebnahme wurden die bis dahin getrennten Süd- und Nordäste der Linie zu einer von Porte de Clignancourt im Norden bis Porte d’Orléans im Süden verlaufenden Linie verbunden.
Seit dem 15. November 1913 trägt die Station ihren heutigen Namen, da es zu Verwechslungen mit dem U-Bahnhof Vaugirard der von der konkurrierenden Gesellschaft Nord-Sud gebauten Linie A (seit 1930: Linie 12) kam.

## Beschreibung
Unter einem elliptischen, weiß gefliesten Deckengewölbe mit gekrümmten Seitenwänden weist die Station Seitenbahnsteige an zwei parallelen Streckengleisen auf. Sie war ursprünglich 75 m lang, Mitte der 1960er Jahre wurde sie auf 90 m verlängert und für den Verkehr mit luftbereiften Zügen umgebaut.
Der einzige Zugang liegt an der Einmündung der Rue Notre-Dame-des-Champs, er ist durch einen Kandelaber des Typs „Val d‘Osne“ markiert. Schräg gegenüber, an der Einmündung der Rue du Regard, befindet sich ein zusätzlicher Ausgang mit einer Rolltreppe.
Nördlich der Station überquert der Tunnel der Linie 4 den der Linie 12. Da die beiden Strecken von verschiedenen Bahngesellschaften errichtet wurden, wurde an der Kreuzung der Rue de Rennes mit dem Boulevard Raspail kein Umsteigebahnhof angelegt.

## Fahrzeuge
Auf der Linie 4 verkehrten bis 1928 5-Wagen-Züge aus zunächst drei zweimotorigen, später zwei viermotorigen Triebwagen und Beiwagen. Sie wurden durch Sprague-Thomson-Züge abgelöst, die in den Jahren 1966/67 sukzessive durch gummibereifte 6-Wagen-Züge der Baureihe MP 59 ersetzt wurden. Seit 2011 ist auf der Linie 4 die Baureihe MP 89 CC im Einsatz. Die Umstellung auf fahrerlose Züge der Baureihen MP 89 CA, MP 05 und MP 14 hat am 12. September 2022 begonnen und soll bis Ende 2023 abgeschlossen sein.